# Josh McCown
Joshua Treadwell McCown (* 4. Juli 1979 in Jacksonville, Texas) ist ein ehemaliger US-amerikanischer American-Football-Spieler auf der Position des Quarterbacks und aktueller -Trainer. In seinen 18 Jahren in der Liga stand er bislang bei 12 verschiedenen Teams in der National Football League (NFL) unter Vertrag. Seit der Saison 2024 ist er Trainer der Quarterbacks bei den Minnesota Vikings.

## Frühe Jahre
McCown wuchs in seiner Geburtsstadt auf und besuchte die dortige Jacksonville High School. In seinem letzten Jahr führte er sein Team führte er sein Team in die Playoffs und wurde zum „East Texas Player of the Year“ gekürt. Aufgrund dieser Leistungen erhielt McCown ein Stipendium an der Southern Methodist University, um für die SMU Mustangs Football zu spielen. Dort war seine Zeit allerdings eher durchwachsen, er hatte immer wieder gute Spiele. Allerdings warf er in den 3 Jahren 34 Interceptions be nur 27 Touchdowns. 2001 wechselte er die Universität und spielte fortan für die Sam Houston State University. Bei den Sam Houston State Bearkats steigerte er seine Leistungen erheblich, was auch an der offensiveren Spielweise des Teams lag. Er hatte 429 Passversuche, von denen 259 für 3481 Yards ankamen. Außerdem warf er 32 Touchdowns bei nur 12 Interceptions und konnte dazu noch 6 Touchdowns erlaufen. Er führte sein Team zu 10 Siegen bei 3 Niederlagen, musste sich aber in der 2. Runde der Playoffs dem späteren Sieger, der University of Montana, geschlagen geben. McCown wurde nach der Saison unter anderem zum SFL Player of the Year ernannt und war einer der Nominierten für den Walter Payton Award. Insgesamt beendete er seine College-Karriere nach 4 Jahren mit 59 Touchdowns zu 46 Interceptions, um in der NFL zu spielen.

## Profi-Karriere als Spieler

### Arizona Cardinals

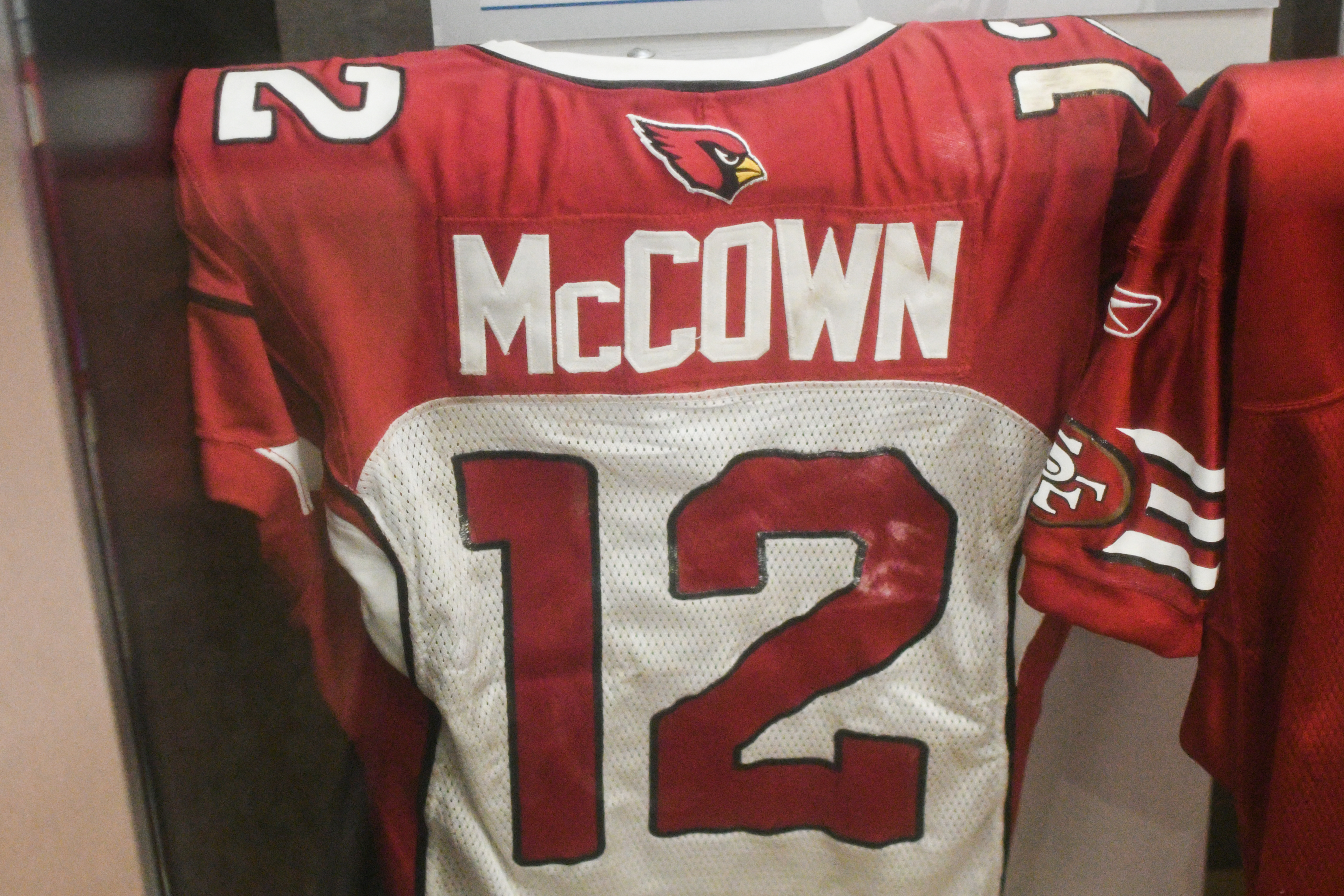
McCowns Trikot der Cardinals

Beim NFL Draft 2002 wurde McCown an 81. Stelle in der 3. Runde von den Arizona Cardinals ausgewählt. Damit war er der 4. Quarterback, der beim Draft 2002 ausgewählt worden ist. In seiner ersten Saison war er der Backup-Quarterback der Cardinals hinter Jake Plummer. Sein Debüt in der NFL gab McCown bei der 49:0-Niederlage gegen die Kansas City Chiefs, als er im dritten Quarter Plummer ersetzte. In seinem Rookie-Jahr warf er Pässe für nur 66 Yards und hatte keinen Touchdown bei zwei Interceptions. Auch in seinem zweiten Jahr kam er anfangs nicht viel zum Einsatz und war zumeist Backup hinter Jeff Blake. Nachdem Blake aber keine überzeugenden Leistungen gebracht hatte, entschied Head Coach David McGinnis, dass McCown in den letzten drei Spielen starten solle. Seinen ersten Touchdown in der NFL warf er am 7. Dezember 2003 bei der 14:50-Niederlage gegen die San Francisco 49ers. An den letzten beiden Spieltagen der Saison, einer 10:28-Niederlage gegen die Seattle Seahawks und einem 18:17-Sieg gegen die Minnesota Vikings, wurde McCown jeweils achtmal gesackt, sein persönlicher Rekord an Sacks, die er einstecken musste.
In der Saison 2004 wurde er vom neuen Head Coach, Dennis Green, zum Stammspieler ernannt. Er startete in den ersten neun Saisonspielen, allerdings waren seine Leistungen eher durchwachsen. Deswegen wurde er für drei Spiele von seinen Backups ersetzt, durfte aber die letzten vier Spiele der Saison wieder starten. Von den 13 Spielen, in denen McCown startete, gewannen die Cardinals sechs. Zur Saison 2005 wurde Kurt Warner als neuer Stammspieler verpflichtet, McCown bleib allerdings als Backup bei den Cardinals. Im Spiel gegen die Seattle Seahawks verletzte sich Warner allerdings, sodass McCown in den nächsten Spielen startete, unter anderem beim 31:14-Sieg gegen die San Francisco 49ers im Aztekenstadion in Mexiko-Stadt, dem ersten regulären Saisonspiel, das außerhalb der USA stattfand. Nach der Saison verließ McCown die Cardinals, nachdem er in 33 Spielen, von denen er in 23 startete, 25 Touchdowns und 29 Interceptions warf.

### Detroit Lions
Zur Saison 2006 unterschrieb McCown einen Vertrag bei den Detroit Lions, wurde aber nur Backup hinter Jon Kitna. Er spielte in keinem Spiel als Quarterback, kam aber in drei Spielen als Wide Receiver zum Einsatz. Bei der 21:28-Niederlage gegen die New England Patriots fing er sogar zwei Pässe für insgesamt 15 Yards. Allerdings war er unglücklich mit seiner Situation bei den Lions, da er eigentlich als Starting Quarterback in der NFL spielen wollte. Deswegen hoffte er, nach der Saison wechseln zu können. Am 28. April 2007 wurden er und Mike Williams für einen Viertrundenpick im Draft zu den Oakland Raiders getauscht, nachdem die Lions mit Drew Stanton einen neuen Quarterback im Draft ausgewählt hatten.

### Oakland Raiders
In Oakland konnte sich McCown gegen Daunte Culpepper und Andrew Walter durchsetzen und wurde zu Saisonbeginn Starter als Quarterback. Sein Debüt für die Raiders gab er am 1. Spieltag der Saison 2007 ausgerechnet gegen sein altes Team, die Detroit Lions. Bei der 21:36-Niederlage warf McCown Pässe für 313 Yards und zwei Touchdowns, allerdings auch zwei Interceptions. Beim 26:24-Sieg gegen die Cleveland Browns am 3. Spieltag verletzte er sich. Während der restlichen Saison wechselte er oft zwischen Starter und Backup, da weder er noch Culpepper oder JaMarcus Russell überzeugen konnten. Für die Raiders spielte er in neun Spielen, warf 111 Pässe für 1151 Yards und zehn Touchdowns bei elf Interceptions. Nach der Saison wurde er Free Agent.

### Miami Dolphins
Im Februar 2008 unterschrieb McCown einen Vertrag bei den Miami Dolphins, wo er mit John Beck, Chad Henne und Chad Pennington um die Rolle des Starting Quarterbacks kämpfte. Am Ende setzte sich Pennington durch und McCown wurde für einen Siebtrundenpick im Draft zu den Carolina Panthers getauscht.

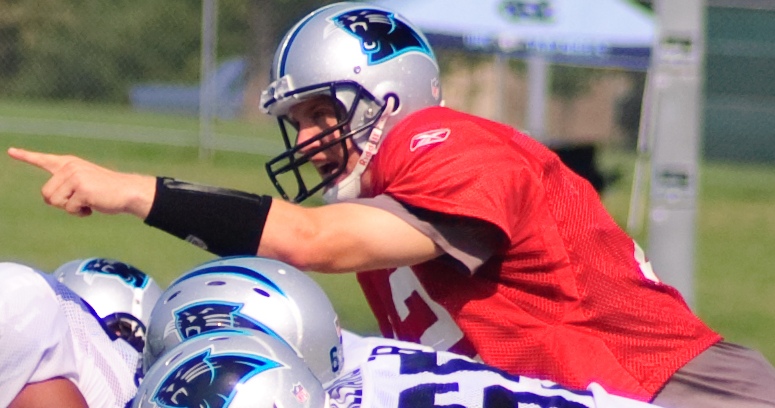
McCown 2009 im Trainingscamp der Panthers

### Carolina Panthers
Bei den Panthers war er zunächst Backup hinter Jake Delhomme und kam in der Saison 2008 nur zu zwei Kurzeinsätzen. Sein Debüt für die Panthers gab er am 4. Spieltag beim 24:9-Sieg gegen die Atlanta Falcons, bei dem er Delhomme spät ersetzte. Auch im nächsten Jahr wurde er nicht Starter und blieb Backup für Delhomme. Im 1. Spiel der Saison 2009 bei der 10:38-Niederlage gegen die Philadelphia Eagles ersetzte er Delhomme, der zuvor schwach gespielt hatte. In dem Spiel verletzte er sich allerdings am linken Knie und am linken Fuß. Er wurde auf die Injured Reserve List gesetzt und fiel für die restliche Saison aus. Nach der Saison wurde er Free Agent.

### Hartford Colonials
Nachdem er zunächst keine Angebote aus der NFL erhalten hatte, unterschrieb McCown im August 2010 einen Vertrag bei den Hartford Colonials in der United Football League. Dort startete er in allen acht Spielen, von denen sie nur drei gewannen. Er warf Pässe für 1463 Yards und zehn Touchdowns bei acht Interceptions. Sein Quarterback Rating von 79,3 war das höchste aller Spieler in der UFL.

### San Francisco 49ers
Im August 2011 unterschrieb McCown einen Vertrag bei den San Francisco 49ers, wurde dort am 3. September 2011 allerdings schon wieder entlassen.

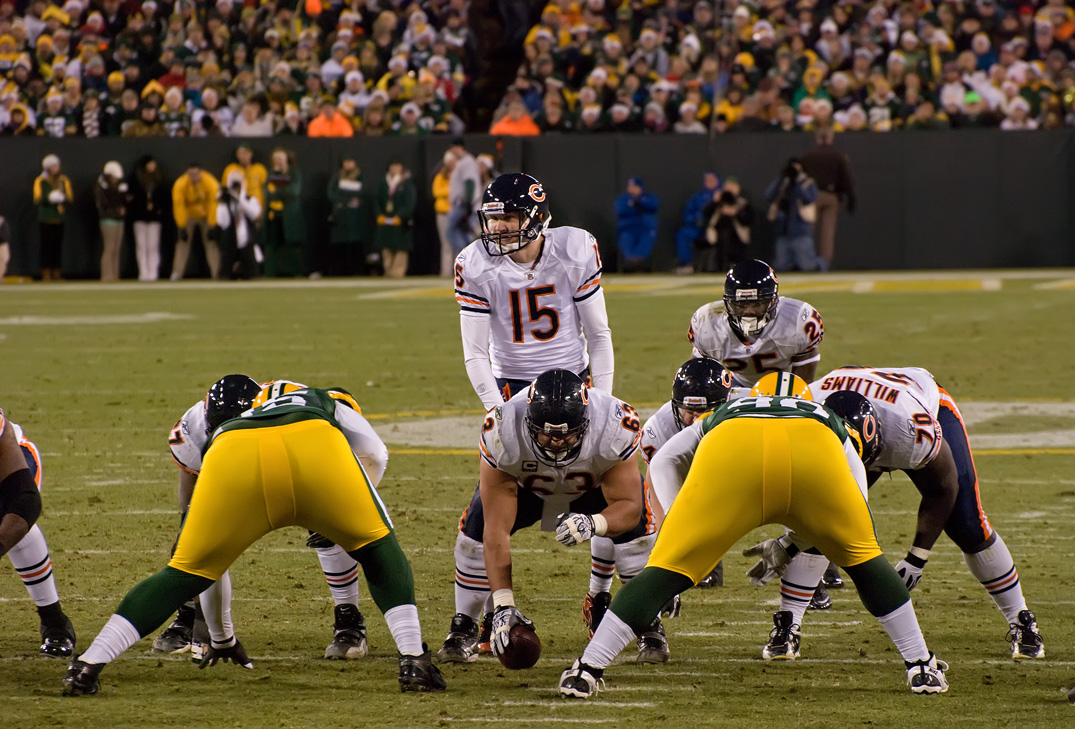
Vorm Snap, am 1. Weihnachtstag 2011 im Spiel gegen die Green Bay Packers

### Chicago Bears
Am 23. November 2011 unterschrieb er bei den Chicago Bears als Backup für Caleb Hanie, nachdem sich der eigentliche Starter Jay Cutler verletzt hatte. Sein Debüt für die Bears gab er am 15. Spieltag bei der 14:38-Niederlage gegen die Seattle Seahawks. Daraufhin wurde er zum Starter der Bears für die folgenden beiden Saisonspiele. Deswegen verlängerte er seinen Vertrag um ein weiteres Jahr, wurde allerdings am 31. August 2012 entlassen. Im November unterschrieb er erneut bei den Bears, kam aber zu keinem Einsatz. Dennoch unterschrieb er daraufhin einen Vertrag für ein weiteres Jahr. In der Saison 2013 kam er aufgrund mehrerer Verletzungen von Jay Cutler zu insgesamt acht Einsätzen, davon fünf als Starter. Am 14. Spieltag warf er beim 45:28-Sieg gegen die Dallas Cowboys Pässe für 348 Yards und vier Touchdowns ohne Interception, außerdem erreichte er ein Quarterback Rating von 141,9, was beides seine Karrierehöchstwerte sind. Insgesamt warf er den Ball für 1829 Yards und erzielte 13 Touchdowns bei nur einer Interception. Mit einem Quarterback Rating von 109,0 war er der drittbeste Quarterback hinter Peyton Manning und Nick Foles. Außerdem gewann er den Brian Piccolo Award der Chicago Bears.

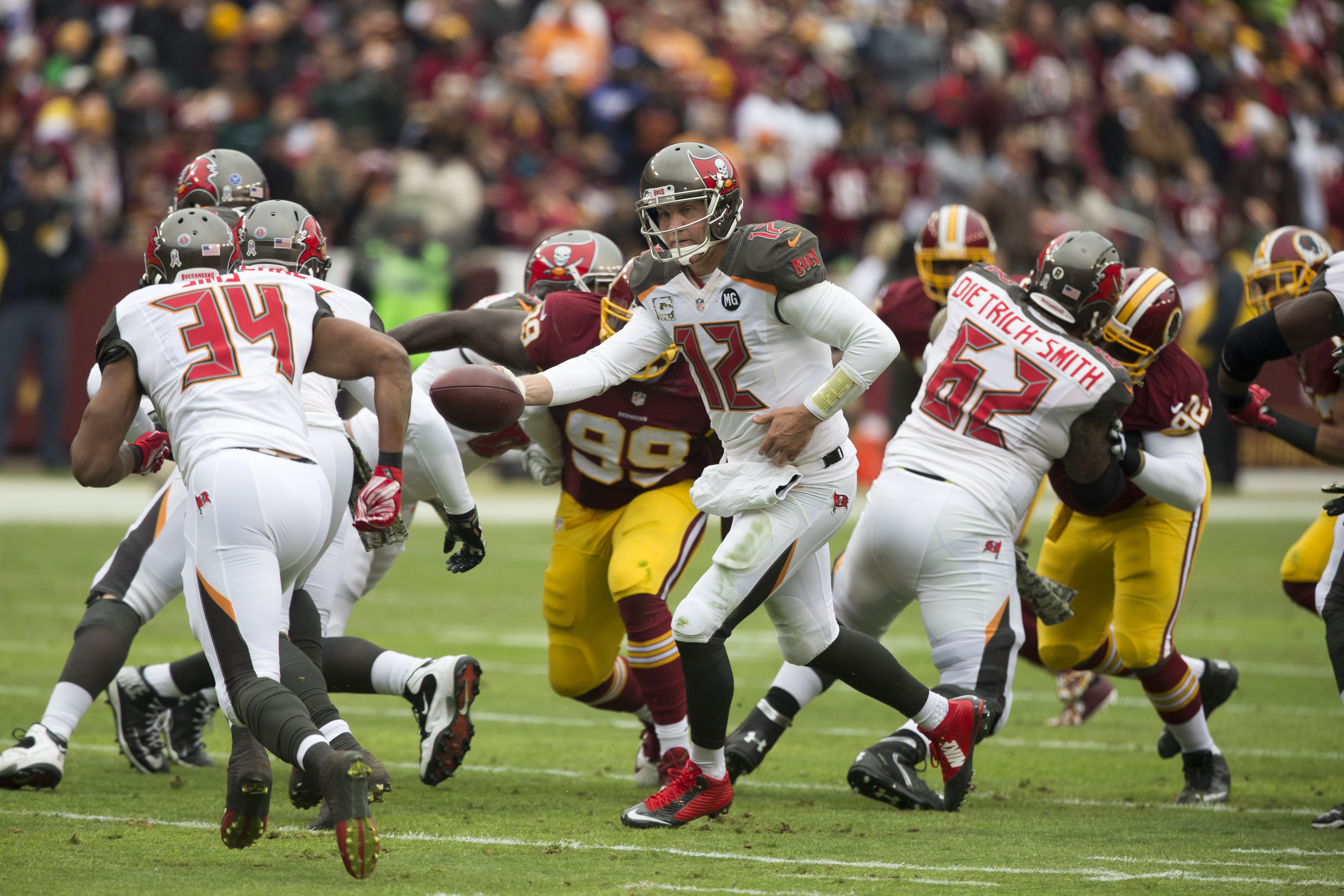
November 2014 gegen die Redskins

### Tampa Bay Buccaneers
Zur Saison 2014 unterschrieb McCown einen Vertrag bei den Tampa Bay Buccaneers. Er wurde direkt zum Starting Quarterback ernannt und gab sein Debüt am 1. Spieltag der Saison 2014 bei der 14:20-Niederlage gegen die Carolina Panthers. Am 3. Spieltag bei der enttäuschenden 14:56-Niederlage gegen die Atlanta Falcons verletzte er sich am Daumen, sodass Ersatzquarterback Mike Glennon übernehmen musste. Dieser spielte für die nächsten Spiele, ehe er ab dem 10. Spieltag wieder durch McCown ersetzt wurde, der dann Starter für die restliche Saison blieb. Er kam in elf Spielen zum Einsatz, warf aber nur elf Touchdowns bei 14 Interceptions. Außerdem gewannen sie mit ihm nur ein Spiel. Nach der Saison wurde er daraufhin entlassen.

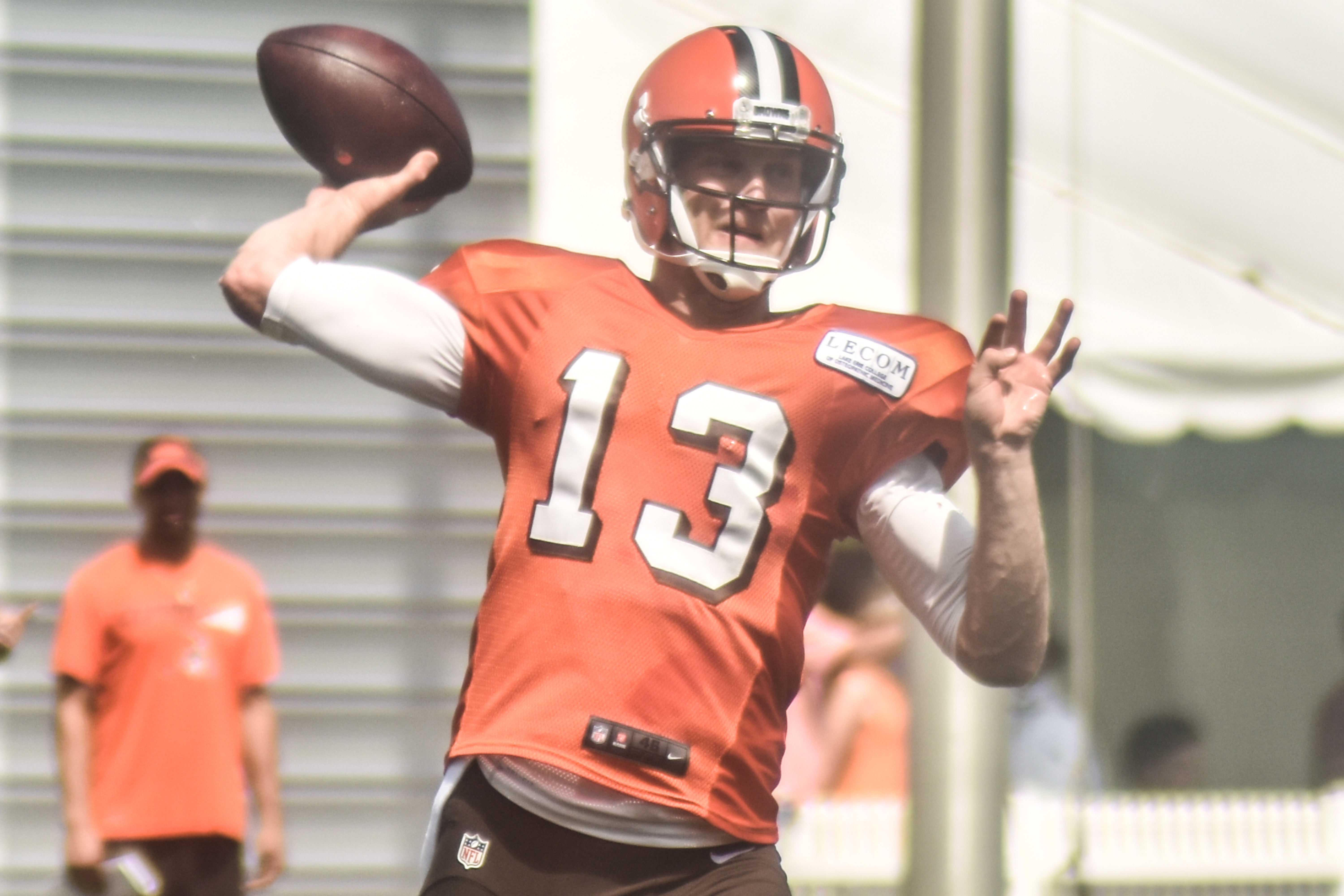
McCown bei den Browns (2016)

### Cleveland Browns
Deswegen unterschrieb McCown 2015 einen Dreijahresvertrag bei den Cleveland Browns. Dort wurde er zu Saisonbeginn zum Starting Quarterback ernannt und gab sein Debüt am 1. Spieltag bei der 10:31-Niederlage gegen die New York Jets. Am 5. Spieltag warf er Pässe, beim 33:30-Sieg gegen die Baltimore Ravens, für 457 Yards. Am 7. Spieltag brachte er bei der 6:24-Niederlage gegen die St. Louis Rams 26 seiner 32 Passversuche an, was 81,25 % entspricht. Dies sind beides persönliche Karrierehöchstwerte. Allerdings hatte er in der Saison mit einigen Verletzungen und seinem zwischenzeitlich starken Backup Johnny Manziel zu kämpfen. Er kam nur in acht Spielen zum Einsatz, hatte dabei ein Quarterback Rating von 93,3. In der Saison 2016 wurde Robert Griffin III zum Starter ernannt. Er kam in nur fünf Spielen, davon in drei von Beginn an, zum Einsatz. Nach der Saison wurde er von den Browns entlassen.

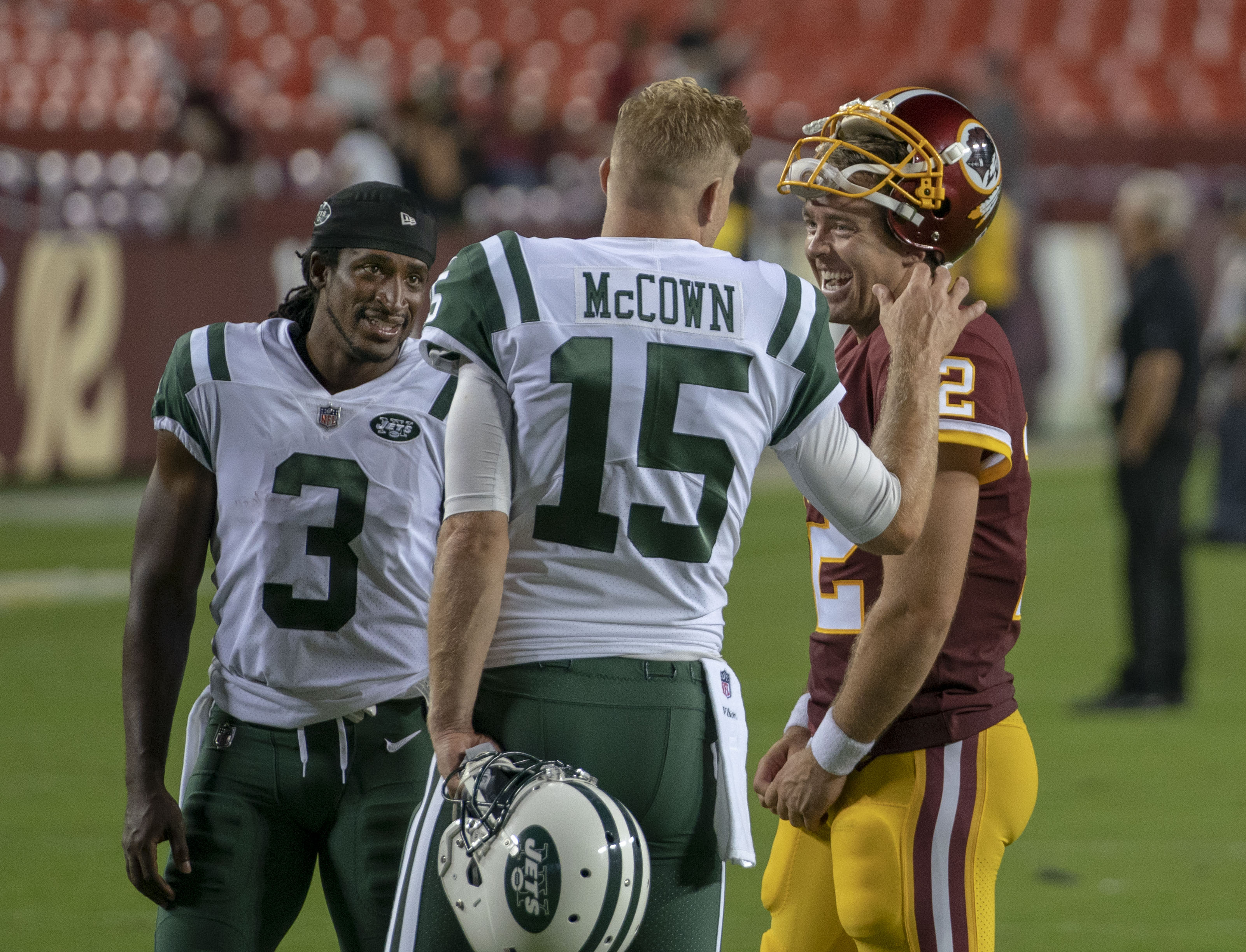
Preseason 2018

### New York Jets
Im März 2017 unterschrieb McCown einen Vertrag bei den New York Jets und wurde von Head Coach Todd Bowles zum Starting Quarterback ernannt. Sein Debüt für die Jets gab er am 1. Spieltag der Saison 2017 bei der 12:21-Niederlage gegen die Buffalo Bills. Er startete in insgesamt 13 Spielen in Folge, bis er sich im Spiel gegen die Denver Broncos die Hand brach und die Saison für ihn beendet war. Überraschend hatte er eine Saison mit Karrierebestwerten in puncto Yards, geworfene Touchdowns und gelaufene Touchdowns. Er brachte 267 seiner 397 Passversuche für 2926 Yards an. Dabei warf er 18 Touchdowns bei neun Interceptions und lief für weitere fünf Touchdowns. Außerdem wurden fünf seiner 13 Spiele gewonnen. Dafür bekam er den „Curtis Martin Team MVP Award“. Daraufhin unterschrieb McCown für ein weiteres Jahr bei den Jets, wo er in der Saison 2018 hauptsächlich als Backup und Mentor für Rookie Sam Darnold fungierte. Trotzdem kam er in vier Spielen zum Einsatz, da Darnold sich mehrfach verletzte.

### Philadelphia Eagles
Nachdem McCown am Ende der Saison 2018 ursprünglich sein Karriereende angekündigt hatte, unterschrieb er einen Vertrag bei den Philadelphia Eagles. Auch dort hatte er neben der Rolle als Backup eine Mentorenfunktion inne, diesmal für Quarterback Carson Wentz. Er kam in der Regular Season in drei Spielen zum Einsatz, gewann mit den Eagles die NFC East und qualifizierte sich somit für die Play-offs. In der Wild-Card-Runde im Spiel gegen die Seattle Seahawks verletzte sich Wentz jedoch, sodass McCown zu seinem ersten Play-off-Spiel kam. Dadurch wurde er zum ältesten Play-off-Debütanten in der Geschichte der NFL. Trotz einer soliden Leistung mit 18 Pässen für 174 Yards konnte er das Ausscheiden der Eagles allerdings nicht verhindern. Nach dem Spiel wurde McCown eine Rolle im Trainerstab der Eagles angeboten, die er jedoch ablehnte, da er noch weiter aktiv spielen wollte. Im September 2020 unterschrieb er erneut bei den Eagles, diesmal allerdings als Notfall-Quarterback im Practice Squad.

### Houston Texans
Am 4. November 2020 unterschrieb er einen Vertrag bei den Houston Texans, wo er als Backup und Mentor für Deshaun Watson diente. Damit kehrte er in seinen Heimatstaat zurück. Allerdings kam er in der Saison zu keinem Einsatz. Am 1. März 2021 entließen die Texans McCown.

## Karriere als Trainer

### Frühe Stationen
Im Jahr 2010 half McCown als freiwilliger Trainer der Quarterback bei der Marvin Ridge High School in Waxhaw, North Carolina. Auch während seiner Zeit bei den Bears half er gelegentlich noch dort aus. Aktuell ist McCown Trainer der Quarterbacks bei der Myers Park High School in Charlotte, North Carolina, bei der auch seine Söhne spielen. Obwohl er nach der Saison 2020 sein Karriereende noch nicht offiziell bekanntgegeben hatte, wurde er für die Stelle des Head Coaches der Houston Texans in Betracht gezogen, für die er zuletzt als Backup aktiv war. Nach der Saison 2021 wurde er erneut für die Stelle des Head Coaches bei den Texans in Betracht gezogen, und war einer der drei Finalisten für die Position. Letzten Endes entschieden sich die Texans allerdings, mit Lovie Smith einen erfahreneren Kandidaten einzustellen.

### Assistenztrainer in der NFL
Für die Saison 2023 wurde McCown als Trainer der Quarterbacks bei den Carolina Panthers unter deren neuen Cheftrainer Frank Reich bekanntgegeben. Dort sollte er den jungen Quarterback Bryce Young entwickeln, der beim NFL-Draft 2023 an erster Position ausgewählt worden war. Dies gelang allerdings nicht, Youngs Leistungen in der Saison 2023 waren eher durchwachsen. Nachdem auch die Teamleistung der Panthers sehr schwach war, sie gewannen nur eines ihrer ersten elf Saisonspiele, wurde McCown zusammen mit Cheftrainer Reich und Assistenzcheftrainer Duce Staley im November 2023 entlassen.
Zu Beginn der Saison 2024 wurde McCown als neuer Quarterback Trainer der Minnesota Vikings vorgestellt. Dort assistierte er Cheftrainer Kevin O’Connell. In Minnesota traf er auf Quarterback Sam Darnold, mit dem er schon 2018 bei den New York Jets zusammengespielt hatte, sowie auf Rookie J. J. McCarthy, den McCown an die Liga heranführen und den er aufbauen sollte.

## Karrierestatistiken

### Regular Season
| Legende | Legende             |
| ------- | ------------------- |
| Fett    | Karrierehöchstwerte |

| Saison                             | Team             | Spiele | als Starter | Passing      | Passing      | Passing      | Passing      | Passing       | Passing      | Passing      | Passing      | Rushing      | Rushing      | Rushing       | Rushing      |
| Saison                             | Team             | Spiele | als Starter | Pässe        | Passversuche | %            | Yards        | Yards/Versuch | TD           | INT          | Rating       | Versuche     | Yards        | Yards/Versuch | TD           |
| ---------------------------------- | ---------------- | ------ | ----------- | ------------ | ------------ | ------------ | ------------ | ------------- | ------------ | ------------ | ------------ | ------------ | ------------ | ------------- | ------------ |
| 2002                               | Cardinals        | 2      | 0           | 7            | 18           | 38,9         | 66           | 3,7           | 0            | 2            | 10,2         | 1            | 20           | 20,0          | 0            |
| 2003                               | Cardinals        | 8      | 3           | 95           | 166          | 57,2         | 1018         | 6,1           | 5            | 6            | 70,3         | 28           | 158          | 5,6           | 1            |
| 2004                               | Cardinals        | 14     | 13          | 233          | 408          | 57,1         | 2511         | 6,2           | 11           | 10           | 74,1         | 36           | 112          | 3,1           | 2            |
| 2005                               | Cardinals        | 9      | 6           | 163          | 270          | 60,4         | 1836         | 6,8           | 9            | 11           | 74,9         | 29           | 139          | 4,8           | 0            |
| 2006                               | Lions            | 2      | 0           | 0            | 0            | 0,0          | 0            | 0,0           | 0            | 0            | 0,0          | 0            | 0            | 0,0           | 0            |
| 2007                               | Raiders          | 9      | 9           | 111          | 190          | 58,4         | 1151         | 6,1           | 10           | 11           | 69,4         | 29           | 143          | 4,9           | 0            |
| 2008                               | Panthers         | 2      | 0           | 0            | 0            | 0,0          | 0            | 0,0           | 0            | 0            | 0,0          | 4            | −3           | −0,8          | 0            |
| 2009                               | Panthers         | 1      | 0           | 1            | 6            | 16,7         | 2            | 0,3           | 0            | 0            | 39,6         | 0            | 0            | 0,0           | 0            |
| 2011                               | Bears            | 3      | 2           | 35           | 55           | 63,6         | 414          | 7,5           | 2            | 4            | 68,3         | 12           | 68           | 5,7           | 0            |
| 2012                               | Bears            | 0      | 0           | Ohne Einsatz | Ohne Einsatz | Ohne Einsatz | Ohne Einsatz | Ohne Einsatz  | Ohne Einsatz | Ohne Einsatz | Ohne Einsatz | Ohne Einsatz | Ohne Einsatz | Ohne Einsatz  | Ohne Einsatz |
| 2013                               | Bears            | 8      | 5           | 149          | 224          | 66,5         | 1829         | 8,2           | 13           | 1            | 109,0        | 13           | 69           | 5,3           | 1            |
| 2014                               | Bucs             | 11     | 11          | 184          | 327          | 56,3         | 2206         | 6,7           | 11           | 14           | 70,5         | 25           | 127          | 5,1           | 3            |
| 2015                               | Browns           | 8      | 8           | 186          | 292          | 63,7         | 2109         | 7,2           | 12           | 4            | 93,3         | 20           | 98           | 4,9           | 1            |
| 2016                               | Browns           | 5      | 3           | 90           | 165          | 54,5         | 1100         | 6,7           | 6            | 6            | 72,3         | 7            | 21           | 3,0           | 0            |
| 2017                               | Jets             | 13     | 13          | 267          | 397          | 67,3         | 2926         | 7,4           | 18           | 9            | 94,5         | 37           | 124          | 3,4           | 5            |
| 2018                               | Jets             | 4      | 3           | 60           | 110          | 54,5         | 539          | 4,9           | 1            | 4            | 55,8         | 5            | 32           | 6,4           | 0            |
| 2019                               | Eagles           | 3      | 0           | 3            | 5            | 60,0         | 24           | 4,8           | 0            | 0            | 72,1         | 2            | −2           | −1            | 0            |
| 2020                               | Texans           | 0      | 0           | Ohne Einsatz | Ohne Einsatz | Ohne Einsatz | Ohne Einsatz | Ohne Einsatz  | Ohne Einsatz | Ohne Einsatz | Ohne Einsatz | Ohne Einsatz | Ohne Einsatz | Ohne Einsatz  | Ohne Einsatz |
| Gesamte Karriere                   | Gesamte Karriere | 102    | 76          | 1584         | 2633         | 60,2         | 17731        | 6,7           | 98           | 82           | 79,7         | 248          | 1106         | 4,5           | 13           |
| Quelle: pro-football-reference.com |                  |        |             |              |              |              |              |               |              |              |              |              |              |               |              |

### Playoffs
| Saison                             | Team             | Spiele | als Starter | Passing | Passing      | Passing | Passing | Passing       | Passing | Passing | Passing | Rushing  | Rushing | Rushing       | Rushing |
| Saison                             | Team             | Spiele | als Starter | Pässe   | Passversuche | %       | Yards   | Yards/Versuch | TD      | INT     | Rating  | Versuche | Yards   | Yards/Versuch | TD      |
| ---------------------------------- | ---------------- | ------ | ----------- | ------- | ------------ | ------- | ------- | ------------- | ------- | ------- | ------- | -------- | ------- | ------------- | ------- |
| 2019                               | Eagles           | 1      | 0           | 18      | 24           | 75,0    | 174     | 7,2           | 0       | 0       | 94,8    | 5        | 23      | 4,6           | 0       |
| Gesamte Karriere                   | Gesamte Karriere | 1      | 0           | 18      | 24           | 75,0    | 174     | 7,2           | 0       | 0       | 94,8    | 5        | 23      | 4,6           | 0       |
| Quelle: pro-football-reference.com |                  |        |             |         |              |         |         |               |         |         |         |          |         |               |         |

### UFL
| Saison                         | Team             | Spiele | als Starter | Passing | Passing      | Passing | Passing | Passing       | Passing | Passing | Passing | Rushing  | Rushing | Rushing       | Rushing |
| Saison                         | Team             | Spiele | als Starter | Pässe   | Passversuche | %       | Yards   | Yards/Versuch | TD      | INT     | Rating  | Versuche | Yards   | Yards/Versuch | TD      |
| ------------------------------ | ---------------- | ------ | ----------- | ------- | ------------ | ------- | ------- | ------------- | ------- | ------- | ------- | -------- | ------- | ------------- | ------- |
| 2010                           | Colonials        | 8      | —           | 114     | 202          | 56,4    | 1463    | 7,2           | 10      | 8       | 79,3    | 10       | 35      | 3,5           | 0       |
| Gesamte Karriere               | Gesamte Karriere | 8      | —           | 114     | 202          | 56,4    | 1463    | 7,2           | 10      | 8       | 79,3    | 10       | 35      | 3,5           | 0       |
| Quelle: totalfootballstats.com |                  |        |             |         |              |         |         |               |         |         |         |          |         |               |         |